# スイッチガール!!
『スイッチガール!!』は、あいだ夏波による日本の漫画作品。『マーガレット』（集英社）で2006年18号より2014年2号まで連載し完結した。コミックスの累計部数は680万部を記録している。

## あらすじ
女子高生・田宮仁香は、家の外ではメイクも服装もきちんとしているが、自宅では自堕落な生活を送っている。つまり、ONとOFFを使い分ける「スイッチガール」だったが、このことは家族と、幼馴染で親友の二ノ原しか知らなかった。ところが、ある日同じマンションに引っ越してきた転入生・神山新に、OFFモードがバレてしまう。また、大仁田厚や高橋名人など年齢層の関係で読者にわかり難いネタもたびたびあり、登場人物からもそのことを突っ込まれている。

## 登場人物
声の項はVOMIC版のもの。演の項はドラマ版のもの。

### 主要人物
田宮 仁香（たみや にか）
声：浅川悠 / 演：西内まりや
本作の主人公。中堅私立大学付属・集英高校に通う17歳の高校2年生。
7月31日生まれのしし座で、血液型はB型。趣味はかわきものを食いつつ漫画を読むこととゲーム。もずくにはまっており、くさやや塩辛、もつなどの珍味全般、手羽先が好きらしい。好きな色はピンク。好きな言葉は友情・努力・勝利。処女。
家の外（ON）ではメイクも服装もバッチリの人気者ギャルだが、自宅（OFF）ではかなり自堕落な生活を送る「スイッチガール」。熱血で正義感が強いババくさい性格。
神山新（後述）とは当初は険悪な仲だったが徐々に親しくなり、後に交際し始める。実技科目の成績は良いが、主要教科は苦手。キャラクター人気投票では、第1位。
小学生のときは太っていてマッシュルームカットの丸顔で、「大仁田」又は「クリボー」のあだ名で呼ばれていた。
高校卒業後は、集英大学教育学部に進学。ボスザルと同じ学部に進学したため講義がかぶることも多く、会うたびに染谷とののろけ話を聞かされてうんざりしている。
神山 新（かみやま あらた）
声：緑川光 / 演：桐山漣（幼少期：亜蓮）
5月8日生まれのおうし座で、血液型はO型。好き嫌いはなく、なんでも食べる。好きな色は黒。好きな言葉は温故知新。
仁香の住むマンションに引っ越してきた少年。仁香のクラスに転入した。
普段は分厚いレンズの伊達眼鏡を掛けており暗い雰囲気を漂わせているが、眼鏡を取ると端正な容貌。口が悪いが、根は優しい。後に仁香と交際を始める。母親とは12歳の時に不倫を目撃して以来断絶していたが、仁香の説得で和解した。成績は優秀で、クラスで首席を取っている。キャラクター人気投票では、第2位。
高校卒業後は、集英大学工学部航空工学科に進学。将来の夢はパイロットと仁香に話した。
作者（さくしゃ《あいだ夏海》）
本作の作者。たびたび本作を「のっとる」ことがあり、自分自身のコーナーを漫画にいれたりなど登場人物たちとの漫画内での交流は深い。下ネタが大好きで、本作ではたびたびテレビなどでよく用いられる効果音「ピー」を漫画にそのまま押し込み、放送コードをくぐっている。

### 集英高校の生徒・教師
二ノ原 涼子（にのはら りょうこ）
声：桑谷夏子 / 演：坂田梨香子
5月20日生まれのおうし座で、血液型はO型。冷静な性格で、趣味は読書。特技は速読。好きな食べ物は焼きいも。好きな色は、ブラウン、キャメル。好きな言葉は、志操堅固。
仁香のクラスメイト。愛称｢ニノ」。幼稚園からの幼馴染で、仁香の全てを知り尽くした親友。しっかりとした性格で、趣味は読書と人間観察。体育などの実技教科が苦手。
集英高校入学以前に秀帝学院を受験した事があり、秀帝学院での一件でそれを利用して寝返ったと見せかけ、証拠品集めをしていた。秀帝学院での一件以来、正宗から好意を寄せられ、後に結ばれた。キャラクター人気投票では、第4位。
高校卒業後は秀帝大学文学部に進学。集英を選ばなかったのは「自分を試したいから」と語っている。
城ヶ崎 麗香（じょうがさき れいか）
声：小林ゆう / 演：波瑠（1期）、岡本杏理（2期）
仁香の同級生。16歳。愛称「ボスザル」。彼女の隣のクラスで幅を利かせており、手下には「リーダー」と呼ばれている。容姿には恵まれているが、男運はない。我侭で非常にポジティブな性格。
仁香を敵対視していたが、次第に友情が芽生える。仁香が変装した姿である「校務員のおばちゃん」とは、正体を知らないまま信頼関係を築いている。染谷慶次（後述）に好意を寄せている。家は大豪邸で、親は毎年海外旅行に行くなど豪勢な生活を送っている。クラスメイトの漫田と宅田の同人誌を読んで以来、同人に興味を抱いている。
高校卒業後は集英大学教育学部に進学。同じ学部に進学した仁香に会うたび染谷とののろけ話を聞かせている。その後妊娠したため染谷と学生結婚し、出産のため休学した。
樹本 大（きもと ひろし）
演：隈部洋平
仁香のクラスメイト。17歳。神山新の転入以前はクラスで成績首席だった少年。出っ歯で眼鏡をかけており、少ししわの寄った容貌。
皆からは「キモ」の愛称で呼ばれるが、かつては「メガネ」の愛称で呼ばれていたものの、新がレンズの分厚い眼鏡を掛けていたことから、彼の転入以降は「キモメガネ」に改称。当初は首席の座とあだ名を奪われた逆恨みからあらゆる手段で新を首席の座から引きずり落とそうとしたが、文化祭の創作劇で彼に助けられて以来、尊敬の念を抱き、親しくなる。時折、新を巡って正宗と張り合うことも多い。秀帝学院での一件で仁香と新の無実を晴らすべく、ボスザルと共に立ち上がる等、新絡みで仁香たちと一緒に行動する機会も増え、仁香たちからも「大切な仲間」と認識されるようになっている。
いなりずしを作ることが得意で、その味は新たちにも好評。
高校卒業後は集英大学工学部宇宙工学科に進学。「神山君と同じ学部に進学できて良かった」と語っている。
佐藤（さとう）
声：笹島かほる / 演：谷内里早
仁香のクラスメイトで友人。16歳。ポニーテールとリボンが特徴の三枚目的な少女で、ONモードの仁香に憧れている。騒がしい性格。
加藤（かとう）
声：又吉愛 / 演：小西悠加
仁香のクラスメイトで友人。17歳。ウェーブがかったロングヘアが特徴のたおやかな少女で、周囲に合わせる性格。
染谷 慶次（そめや けいじ）
演：秋山真太郎
新任教師。担当科目は美術。集英高校に赴任するや、厳しい校則を規定するなど、当初は生徒に不評だった。仁香にキスをして嫌がらせしたことがある。紆余曲折を経たのちに、女子生徒たちの絶大な人気を誇る良い教師となった。ボスザルを好きだが、彼女が卒業するまでは教師と生徒の関係を崩さないと決めている。
父の染谷清秋は日本を代表する画家だが、父との折り合いは悪い。
ドラマ版では父との折り合いは悪くなく、父は集英高校元理事長で、自身も集英高の人気者だったが、父が横領疑惑をかけられて追放され、自身も恋人（演：西内まりや）を失うなどの被害にあっていた。その無念に復讐すべく集英高校に赴任してきた。
漫田（まんだ）、宅田（たくだ）
ボスザルのクラスメイト。漫画研究部に所属する生粋の腐女子。肥満体型でマッシュルームカットの漫田は強気と俺様受け好きで、カップリングの好みにうるさい。痩身で眼鏡をかけた宅田はキャラ萌え志向が強めで、カップリングには比較的寛容かつ雑食。
作画担当の漫田、小説（ストーリー）担当で漫画も描ける宅田で、「まんたく」のサークル名で同人活動を行い、新や正宗等といったイケメン中心の男子観察を趣味とし、それによって腐女子としての妄想を強めていく。後に新や正宗、染谷等といった周辺の男性達をモデルにした同人誌を制作。それ以来、まんたくは大手サークルへと進歩していく。
犬飼 隼（いぬかい はやと）
仁香達のクラスに転校してきた集英高校の姉妹校・集英第二からの交換留学生。当初は新と同じような瓶底眼鏡をかけていたが、眼鏡を取ると端正な容貌。
最初は新やクラスメイトと打ち解けていたが、裏では志望大学の推薦枠確保の為に卑劣な手段で新やニノ、ボスザル等の成績上位者達を蹴落としていく冷酷な性格。最終的には仁香に真相を突きつけられ、全ての悪事が学校にバレて、破滅した。
教師
演：ハル・ミヤコ
仁香のクラスの担任。
左近、右近
演：寺川里奈、木下あかり
ボスザルの子分。
川村 あずさ
演：橋本わかな
ドラマオリジナルキャラクター。仁香のクラスメイトで、ツインテールとロリータな雰囲気が特徴の少女。いつもぬいぐるみを抱えている。普段は「にぱ～っ」としか言わないが、オタク的知識を話すときは途端に饒舌になる。お気に入りの特撮は「臨月戦士ニンプマン」。
田沢、松尾
演：北村友彦、小杉茂一郎
ドラマオリジナルキャラクター。仁香を信奉するオタクっぽい生徒二人組で、キモと行動することが多い。

### 田宮家
田宮 リカ（たみや リカ）
声：足立友 / 演：池澤あやか
仁香の姉。19歳の短大1年生で、仁香と同じく「スイッチガール」。服などは妹と共有している。仁香より髪が短い。仁香達が秀帝学院に潜入する際、仁香の冗談を真に受けて母と共に清掃員のおばちゃんに変装し、こっそりと後をつけ、名村にキスをした。
後に読み切りのエピソードがリカの短大卒業後のエピソードということになり、短大卒業後はフリーターとなり、大学生の藤亮介（後述）と交際することになる。
田宮 千鶴（たみや ちづる）
声：織田芙実 / 演：星野園美
仁香とリカの母親。47歳。パート勤めから帰宅した後、『午後は○○おもいッきりテレビ』の電話相談のコーナーを見るのが楽しみの中年女性。綾小路きみまろのファン。仁香達が秀帝学院に潜入する際に、仁香の冗談を真に受けてリカと共に清掃員のおばちゃんに変装し、こっそりと後をつけ。また、仁香のクラスメイトからは、「ノーブラおばさん」（ドラマでは「野獣おばさん」）と呼ばれている。
娘たち同様、「スイッチガール」で、若い頃は仁香やリカとそっくりな容姿の美女だったが、時の流れは残酷なものであり、現在は生粋のオバちゃんとなった故、長年オフのまま生きてきたため、変貌できるのは顔だけで、しかも20秒間のみである。
田宮 賢治（たみや けんじ）
声：松岡大介
仁香とリカの父親。48歳。会社員。
存在感は希薄だが、家庭的で家族思いの温厚な性格。どんな動物でも懐かせる。若い頃は全体的に雰囲気の柔らかくなった新とそっくりな美青年で、妻の千鶴とは同じ会社に勤務していた時に出会った。実家は飲食店を経営しており、自身も料理は得意。新からは密かに「かっこいい人」と尊敬されている。
ドラマでは仁香達の台詞のみの登場で、直接登場はしなかった。

### 渋校の生徒
広田 正宗（ひろた まさむね）
演：陳内将（D2）
6月15日生まれのふたご座で、血液型はAB型。好きな食べ物はからいもの。好きな色はピンク、原色。好きな言葉は有言実行。
高校2年生。自信家で有言実行、縄張り意識が強い。木崎明花（後述）と共謀して仁香と神山新の仲を引き裂こうとした。当初は仁香に好意を寄せていた。当初は明花に従ってきたが、次第に彼女のやり方に疑問を抱き、仁香に新の居場所を教えるメールを送った。明花が何か大きな闇を抱えているのではないかと感づいている様子。
秀帝学院での一件以来、ニノを本気で好きになり、アプローチをかけており、後に苦労の末にニノと結ばれた。キャラクター人気投票では、第3位。
高校卒業後はバーに就職し、バーテンダー見習いとなる。
木崎 明花（きざき めいか）
演：篠原愛実
高校1年生。16歳。小柄な体格の少女。愛くるしい雰囲気とは裏腹に他人を弄び、カップルを潰すことを楽しむ陰湿な性格。広田正宗と共謀して仁香を陥れようとした。仁香率いる被害者の女子高生たちにお仕置きされて以後は仁香を慕い、新との関係を深める協力をしている。
根っからの女王様気質で、「夜のおもちゃ」なるものを製作し、ネットショップを開いている。渋谷での事件終結後では、刈真に惹かれるような素振りを見せている。

### 秀帝学院・帝令会メンバー
蓮見 総一郎（はすみ そういちろう）
日本でもトップクラスのエリート校・秀帝学院の生徒。17歳。政治家の息子。
普段は臆病な少年を装っているが、その正体は学院の実権を握る帝令会会長。「行きたい高校ランキング」で集英高校にトップの座を奪われ、その奪回のために仁香達を陥れようと画策する。愛校精神とともに選民意識が非常に強いが、逆に仁香達にお仕置きされてしまう。その後あやのに諭されて改心し、彼女と結ばれた。
二条 あやの（にじょう あやの）
帝令会の表向きの会長。16歳。冷静沈着な性格で、蓮見と同じく愛校精神が強い少女。当初は蓮見に従ってきたが、徐々にエスカレートする彼の指示に耐えかね、造反。蓮見の計略から仁香達を助けようとする。蓮見に好意を抱いており、終盤で彼を説得すると同時に想いを伝え、結ばれた。
名村（なむら）
帝令会副会長。他のメンバーとは秀帝の幼稚舎からの付き合いで、固い結束力で結ばれている。医者の息子らしい。
終盤で蓮見が負けを認めた後、悪あがきでニノを人質にするも正宗に阻止され気絶。直後に清掃員のおばちゃんに扮したリカにキスされ心神喪失状態に陥り、その後は清掃員のおばちゃんを見ると一目散に逃げるようになった。
蓮見やあやのとは違って最後まで改心することはなく、後に仁香達に復讐する為、禅とルナを大金で雇うが失敗に終わり、事件終結後に仁香と明花にお仕置きされた。
佐々木 刈真（ささき かるま）
正宗とは中学校からの友人。受動的な性格で、積極的に前に出ることは滅多にない。
実は仁香達の危険な画像を加工した張本人で、仁香達が秀帝学院に潜入する際、弱みを握られて裏切る。しかしその後、正宗達を裏切った後悔の念と罪悪感に苛まれ改心、罪滅ぼしとしてニノと正宗の窮地を救い和解した。その後は仁香達とも和解して良好な関係を保ち、渋谷での事件終結後では、明花と親密な雰囲気を見せていた。
高校卒業後は秀帝大学政治経済学部に進学。

### 売春斡旋業
真木村 禅（まきむら ぜん）
演：鍵本輝
グループ（ドラマでは「ブラックネイルズ」のグループ名がついている）のリーダー。正宗が仁香達と出会う前に知り合ったらしい。名村に金で仁香達を陥れるよう依頼される。薬やナイフなどを使って仁香達を脅す。しかし、刈真が警察を呼んだことにより、仁香達にお仕置きされた後は、麻薬取締法及び銃刀法違反で逮捕された。
御堂 ルナ（みどう ルナ）
演：志保
禅と手を組んで行動している少女。明花が現在の性格を形成した張本人。明花と同じ中学に通っており、卒業まで明花にナイフ等で肉体的苦痛を与えていた。禅と共に仁香達にお仕置きされた後、逮捕された。

### その他の人物
亜矢（あや）
家の外（ON）ではメイクも服装もバッチリのギャルだが、自宅（OFF）では生粋の腐女子の「ヲタガール」で、特にオフモード時はオフモードの仁香と瓜二つ。仁香とはロールプレイングゲームを買いに行った時に知り合って以来仲良くなった。同人活動も行い、コミケにも赴いており、後にまんたくの同人誌のファンになる。好きな声優は諏訪部順一。
橘 月子（たちばな つきこ）
仁香達が修学旅行先の大阪で出会った女子高生。自身の通う女子高は地元では悪名高いゆえに男子達から相手にされないのが悩みの種。最初は新に一目惚れし、あるきっかけで仁香の弱味を握って仁香達の修学旅行に同行するが、最終的に仁香と友情が芽生えた。
トラ、ヒョウ
月子の友人。髪を一つ纏めのシニヨンにしているのがトラ、冷めた性格で常に風船ガムをくわえているのがヒョウで、好みのタイプは正宗。
おつとめ三人衆
姑息な手段を使い、あらゆるスーパーでおつとめ品を買い占めていく3人組。
野村 沙智子（のむら さちこ）
おつとめ三人衆のボス。飼い猫のニャーちゃんを使った攻撃は凄まじい破壊力で、非道の限りを尽くす。
ニャーちゃん
沙智子のペットの巨大ネコ。飼い主の言うことしか聞かない極めて狂暴な性格だが、賢治になついた。
ヤンママのおケイ
プリン頭と子連れが特徴の元ヤン。ヤンキー時代はヘッドの取り巻きを務めていた事から沙智子に取り入り、三人衆の地位を得ておこぼれに与っている。特技はレジの割り込み。
ホラフキのお竜
噂話が大好きな細身の中年女性。特技は情報操作。
和木矢（わきや）
仁香が中学生の時に初めてできた彼氏。しかしOFFモードの仁香の姿を嫌というほど見せつけられてショックを受け、初デート翌日に仁香を振ってしまった。名前は「脇役」が由来。
藤 亮介（ふじ りょうすけ）
読み切り版のリカの彼氏。大学生で、スーパーマーケット・セイプーでアルバイトをしている。イケメンのためレジが混んだり、おばさん達からセクハラを受けたりすることから、店長命令で渦巻眼鏡とマスクをかけている。リカは当初OFFモードを必死で隠していたが、亮介はOFFモードのリカにひそかに想いを寄せていた。

## 書誌情報
- あいだ夏波 『スイッチガール!!』 集英社 〈マーガレットコミックス〉、全25巻[1]
  1. 2007年1月25日発売、ISBN 978-4-08-846132-8
  2. 2007年5月25日発売、ISBN 978-4-08-846171-7
  3. 2007年9月25日発売、ISBN 978-4-08-846210-3
  4. 2007年12月25日発売、ISBN 978-4-08-846243-1
  5. 2008年4月25日発売、ISBN 978-4-08-846286-8
  6. 2008年8月25日発売、ISBN 978-4-08-846323-0
  7. 2008年11月25日発売、ISBN 978-4-08-846354-4
  8. 2009年2月25日発売、ISBN 978-4-08-846384-1
  9. 2009年6月25日発売、ISBN 978-4-08-846418-3
  10. 2009年10月23日発売、ISBN 978-4-08-846455-8
  11. 2010年2月25日発売、ISBN 978-4-08-846494-7
  12. 2010年5月25日発売、ISBN 978-4-08-846525-8
  13. 2010年9月24日発売、ISBN 978-4-08-846565-4
  14. 2010年12月3日発売、ISBN 978-4-08-846604-0
  15. 2011年3月25日発売、ISBN 978-4-08-846629-3
  16. 2011年4月20日発売、ISBN 978-4-08-846639-2
  17. 2011年9月23日発売、ISBN 978-4-08-846697-2
  18. 2012年1月25日発売、ISBN 978-4-08-846735-1
  19. 2012年5月25日発売、ISBN 978-4-08-846774-0
  20. 2012年10月25日発売、ISBN 978-4-08-846840-2
  21. 2013年1月25日発売、ISBN 978-4-08-846876-1
  22. 2013年5月24日発売、ISBN 978-4-08-845041-4
  23. 2013年9月25日発売、ISBN 978-4-08-845094-0
  24. 2014年1月24日発売、ISBN 978-4-08-845156-5
  25. 2014年2月25日発売、ISBN 978-4-08-845166-4

## ラジオドラマ
2007年12月6日より集英社が運営するインターネットラジオサイト、ヴォイスコミックステーションサイト「VOMIC」で公開中。
キャスト
主要担当声優は上述。ここではそれ以外のキャストについて記す。
- 運送屋 - 高橋研二

## テレビドラマ
2011年12月24日から2012年2月18日までフジテレビTWOで放送された。 西内まりや　は本作がドラマ初主演である。続編『スイッチガール!! 2』は、2012年12月7日から2013年1月25日までフジテレビTWOで放送された。共に全8話。ナレーションは第1期・第2期共通で水樹奈々。学園祭編や秀帝学園編などが省略されている代わりに、「秋葉原デート編」などドラマオリジナルのエピソードもある。また、原作とは若干展開が異なる話や、田沢・松尾コンビにぬいぐるみを抱えた不思議少女などのオリジナルキャラの登場もある。秀帝学園編が省略されたことから、明花を説得するのが刈真ではなくキモになっているなど、若干の設定変更もある。また、ボスザルの演者が『1』と『2』で変わったため、『2』では仁香や新たちがボスザルに対し「雰囲気変わった?」「（『1』でボスザルを演じた波瑠にある）ホクロはどこいった?」などのイジリ的台詞を言う。
2013年3月と4月、フジテレビで『スイッチガール!!』と『スイッチガール!! 2』が放送された。

### スタッフ
- 原作 - あいだ夏波「スイッチガール!!」（集英社マーガレットコミックス）
- 脚本 - 宇山佳佑（第1期）、大浦光太（第2期）
- 音楽 - MAYUKO、末廣健一郎
- プロデュース - 東康之
- プロデューサー - 長澤佳也（第1期）
- ラインプロデューサー - 阿部良太（第2期）
- 演出 - 葉山浩樹（第1期）、小林和紘（第1・2期）
- 制作著作 - フジテレビ

### 主題歌
スイッチガール!!
「Love Brick」
作詞 - meg rock、水樹奈々、SAYURI / 作曲・編曲 -  齋藤真也 / 歌 - 水樹奈々
スイッチガール!! 2
「Happy☆Go-Round!」
作詞 - Rico / 作曲・編曲 -  齋藤真也 / 歌 - 水樹奈々

### サブタイトル
スイッチガール!!
| 各回  | 放送日(フジテレビTWO) | 放送日(フジテレビ) | サブタイトル              |
| ----- | --------------------- | ------------------ | ------------------------- |
| 第1話 | 2011年12月24日        | 2013年3月25日      | スイッチガール登場!!      |
| 第2話 | 2012年1月7日          | 2013年3月25日      | 合コンJK絶体絶命!!        |
| 第3話 | 2012年1月14日         | 2013年3月26日      | はじめてのカレ部屋体験!!  |
| 第4話 | 2012年1月21日         | 2013年3月26日      | ブラジャー写真流出!!      |
| 第5話 | 2012年1月28日         | 2013年3月27日      | ほかの女とHするな!!       |
| 第6話 | 2012年2月4日          | 2013年3月27日      | 衝撃のアキバ体験!!        |
| 第7話 | 2012年2月11日         | 2013年3月28日      | ダメ! 先生…やめて!!       |
| 第8話 | 2012年2月18日         | 2013年3月28日      | 最終回…あなたと恋をする!! |

スイッチガール!! 2
| 各回  | 放送日(フジテレビTWO) | 放送日(フジテレビ) | サブタイトル                                 |
| ----- | --------------------- | ------------------ | -------------------------------------------- |
| 第1話 | 2012年12月07日        | 2013年4月2日       | 衝撃! 女子の生態～スイッチガールズリターンズ |
| 第2話 | 2012年12月14日        | 2013年4月2日       | 強敵! 極悪スイッチガール登場                 |
| 第3話 | 2012年12月21日        | 2013年4月3日       | 究極！イケメン＆美少女作戦                   |
| 第4話 | 2012年12月28日        | 2013年4月3日       | 恐怖! 黒い集団 渋谷編・前編                  |
| 第5話 | 2013年01月04日        | 2013年4月4日       | 危機! 少女監禁 渋谷編・後編                  |
| 第6話 | 2013年01月11日        | 2013年4月4日       | 爆笑! 夢のカップル温泉旅行                   |
| 第7話 | 2013年01月18日        | 2013年4月5日       | 悩殺! 混浴温泉のワナ                         |
| 第8話 | 2013年01月25日        | 2013年4月5日       | 号泣! 好きで好きでたまらない                 |

## 読み切り版
『ザ マーガレット』の2006年（平成18年）7月号に読み切りで掲載された。フリーターのスイッチガール、田宮リカとイケメン大学生の藤亮介が出会う物語。後に仁香の姉のリカの短大卒業後のエピソードということになった。